# Clothilde Chalot
 (juillet 2022).
Si vous disposez d'ouvrages ou d'articles de référence ou si vous connaissez des sites web de qualité traitant du thème abordé ici, merci de compléter l'article en donnant les références utiles à sa vérifiabilité et en les liant à la section « Notes et références ».
 (mai 2022).
Pour les articles homonymes, voir Chalot (homonymie).
Clothilde Chalot est une entrepreneure française, cofondatrice de la start-up Digital Music Solutions, à l'origine du label indépendant NoMadMusic et de l’application NomadPlay. Avec cette application, elle souhaite rendre les contenus musicaux interactifs pour pouvoir apprendre, répéter et jouer d'un instrument.

## Biographie

### Enfance et jeunesse
Née le 10 janvier 1981 à Mont-Saint-Aignan[réf. nécessaire], elle grandit dans un univers musical varié, entre musique classique et rock. À dix ans son père lui offre une cassette de Mozart à écouter sur son baladeur. Grâce à cette cassette, elle développe une passion pour la musique classique et décide d’en faire son métier.
Après un bac ES, elle se tourne vers des études de gestion puis se réoriente en lettres modernes. Elle est diplômée du Centre de formation professionnelle aux techniques du spectacle (CFPTS) en tant qu'administratrice des structures artistiques et culturelles.
Elle travaille d’abord côté coulisse et administration dans de prestigieuses établissements comme l'Opéra de Paris comme l'Opéra de Rouen, la Maison de la musique de Nanterre[réf. nécessaire] ou le Grenier de la Mothe. Elle organise et participe également à des ateliers musicaux avec les enfants. Elle se spécialise ensuite dans le management et le développement stratégique d'entreprises culturelles.[réf. nécessaire]
À la suite de son parcours et de ses rencontres, elle a pour objectif de rendre la musique classique accessible à tous.[réf. nécessaire]

### Entrepreneuriat
En 2014, elle co-fonde, avec son associée Hannelore Guittet, la start-up Digital Music Solutions, à l’origine du label NoMadMusic et de l’application NomadPlay.
L'application, définie comme un « karaoké de musique classique », propose aux musiciens, amateurs ou confirmés, de jouer accompagnés d'un ensemble ou d'un orchestre où qu'ils soient. La société a développé un algorithme capable de séparer les sons d'un enregistrement.
En 2016, Chalot et son équipe remportent le Grand Prix (catégorie « industries créatives ») et le prix du public de l'innovation de la ville de Paris.[réf. nécessaire]
En 2018, suivent le Prix de l'innovation technologique pour l'enseignement de la musique décerné par la Chambre syndicale des éditeurs de musique de France, ainsi que le Art Tech Prize de Genève,.
En 2019, rentrent au capital de sa start-up, le violoniste Renaud Capuçon, le fonds d’investissement de la Caisse des Dépôts et des Consignations et le fonds d’investissement Crédit mutuel innovation.
Cette même année est lancée une version beta, avant le lancement commercial officiel de l'application en janvier 2020.[réf. nécessaire]

## Engagements personnels
Engagée dans le milieu associatif et syndical, Chalot est trésorière de la FELIN (Fédération nationale des labels et distributeurs indépendants) et vice-présidente du Syndicat des éditeurs de service de musique en ligne depuis 2019, membre du conseil d'administration de la Maison de la musique contemporaine[réf. nécessaire] et membre du conseil professionnel du Centre national de la musique depuis 2020 et membre du conseil d'administration de l'Orchestre des Pays de Savoie depuis 2021.[réf. nécessaire]
Elle fait aussi partie, depuis 2019, du programme MEWEM[Quoi ?] et devient chaque année la mentor d’une entrepreneure du milieu musical français.[réf. nécessaire]
En 2020, elle remporte le prix Business with Attitude de Madame Figaro dans la catégorie « Savoirs pour la création » avec Nomadplay.
En 2021, elle est distinguée parmi les 100 femmes de la culture, prix ayant comme objectif de mettre en avant les dirigeantes et entrepreneure de la culture et des industries culturelles et créatives. 

## Décoration
Le 12 mai 2021, Clothilde Calot est nommée au grade de chevalier dans l'ordre des Arts et des Lettres au titre de « Présidente d'une entreprise spécialisée dans la musique classique, vice-présidente de la Fédération nationale des labels et distributeurs indépendants ».